# Lista de teorias de conspiração
Essa lista de teorias da conspiração é um conjunto de teorias não provadas mais populares relacionadas, mas não limitadas, a planos de governo clandestinos, tramas de assassinatos elaborados, supressão de tecnologia e conhecimento secretos, e outros esquemas supostamente por trás certos eventos políticos, culturais e históricos.
O termo geralmente se refere a uma teoria que atribui a causa final de um evento ou uma cadeia de eventos (geralmente políticos, sociais, culturais ou históricos), ou a ocultação de tais causas de conhecimento público, a um plano secreto e muitas vezes enganoso por uma conspiração de poderosos ou a pessoas influentes ou organizações. O grau em que essas várias teorias são abraçadas pelos principais historiadores variam de caso para caso.
Teorias conspiratórias supõem que um grupo de conspiradores está envolvido num plano e suprimiu a maior parte das provas desse mesmo plano e do seu envolvimento nele. O plano pode ser qualquer coisa, desde a manipulação de governos, economias ou sistemas legais até a ocultação de informações científicas importantes ou assassinato. Uma teoria da conspiração é precisamente mais fácil de ser refutada que uma teoria científica: as provas que endossariam as teorias são utilizadas pelos seus defensores para provar que os conspiradores são tão perfeitos a ponto de poder camuflá-las. Conspirações históricas comprovadas não são discutidas neste artigo.

## Nova Ordem Mundial
A Nova Ordem Mundial é uma teoria da conspiração que afirma a existência de um suposto plano projetado para impor um governo único - coletivista, burocrático e controlado por setores elitistas e plutocráticos, etc - em nível mundial. A teoria defende que tanto os eventos que são percebidos como significativos como os grupos que os provocam estariam sob controle de um grupo poderoso, - um grupo pequeno, sigiloso e com grande poder  - com objetivos maléficos para a maioria da população.
Essa teoria conspiratória afirma que um pequeno grupo internacional de elites controla e manipula os governos, a indústria e os meios de comunicação em todo o mundo. A principal ferramenta que eles usam para dominar as nações são as sociedades secretas e o sistema de banco central. São apontados como financiadores e provocadores da maior parte das guerras dos últimos duzentos anos, principalmente através da realização de operação de bandeira falsa para manipular a opinião pública em apoiá-los, e eles têm controle sobre a economia mundial, provocando deliberadamente a inflação e depressões em seu próprio benefício. As sociedades secretas que trabalham para a Nova Ordem Mundial seriam colocadas em posições-chave no governo, nos meios de comunicações e na indústria. As pessoas por trás da Nova Ordem Mundial seriam banqueiros internacionais, especialmente os proprietários dos bancos centrais controlados por interesses privados como a Reserva Federal dos EUA, Banco da Inglaterra, Banco Central Europeu e outros bancos centrais. A Nova Ordem Mundial também teria criado organizações supranacionais como a Council on Foreign Relations, Comissão Trilateral, Clube de Bilderberg, União Europeia, as Nações Unidas, o Comunismo Internacional, o Banco Mundial, o Fundo Monetário Internacional e com a proposta de União Norte Americana. O termo Nova Ordem Mundial ganhou popularidade após ter sido utilizado pela primeira vez no início da década de 1990 pelo presidente George H. W. Bush, quando este se referiu ao "sonho de uma Nova Ordem Mundial" em seu discurso ao Congresso dos Estados Unidos realizado em 11 de setembro de 1990, onze anos antes dos ataques terroristas contra o World Trade Center e contra o Pentágono, em 11 de setembro de 2001.
Esse conceito de "governo sombra" existe desde antes de 1990 e se iniciou com os mesmos grupos de pessoas que, entre outras coisas, criaram o Federal Reserve Act (1913), apoiaram a Revolução Bolchevique (1917) e financiaram a ascensão do Partido Nazista na Alemanha, a fim de criar um governo mundial centralizado em sua própria agenda. O Banco Mundial e os bancos centrais nacionais são acusados de serem os instrumentos da Nova Ordem Mundial. As guerras geram enormes lucros para os bancos centrais e a indústria de armamento, porque as despesas públicas (ou seja, empréstimos a juros a partir dos bancos centrais controlados por eles) aumentam drasticamente em tempos de guerra, aumentando as dívidas (dependência) do governo com eles, além do que seria também uma forma eficaz de reduzir a população mundial. Na medicina, a supressão de curas de doenças tem como objetivo reduzir a longevidade da população e cortar os custos com a previdência social, além de aumentar os lucros das empresas farmacêuticas. Os grupos terroristas seriam ferramentas usados por eles para disseminar o medo na população, uma desculpa para reduzir os direitos civis e impor um governo fascista.

## Illuminati
A Ordem dos Illuminati foi uma sociedade secreta iluminista, fundada em 1 de maio de 1776, em Ingolstadt (Alta Baviera), por Adam Weishaupt. Em 1785, a ordem foi reprimida e perseguida pelo governo da Baviera por supostamente tramar a derrubada da monarquia e das religiões de muitos países europeus.
Desde o final do século XVIII até meados do século XX, muitos teóricos de conspiração especulam que os Illuminati sobreviveram à sua supressão e se tornaram o cérebro por trás de grandes eventos históricos como a Revolução Americana, a Revolução Francesa, e a Revolução Russa, levando a cabo um plano secreto para subverter as monarquias da Europa e a religião Cristã visando a formação de uma Nova Ordem Mundial secular baseada na razão científica

## Conspiração Judaico-Maçônico-Comunista Mundial
Teorias conspiratórias afirmam que a maçonaria é uma frente judaica para a dominação mundial ou, pelo menos, é controlada pelos judeus para este objetivo. Um exemplo disto seria o famoso Os Protocolos dos Sábios de Sião, um documento publicado em 1903 que alegava uma conspiração judaico-maçônica para alcançar a dominação mundial. Já foi provado por respeitados acadêmicos internacionais como um caso claro de plágio. Responsáveis pela alimentação de histerias antimaçônicas do século XX, os Protocolos propagaram a ideia de que um grupo influente de pessoas, o qual tem como braço a Maçonaria que pratica cabala judaica, está conspirando governar o mundo em nome de todos os judeus, porque eles acreditam ser o povo escolhido de Deus. O fato de Karl Marx ter nascido em uma família judia, mesma origem de alguns proeminentes líderes comunistas, tornou possível adicionar o movimento operário à conspiração, como participantes da mesma ideologia.

## Teorias conspiratórias sobre os ataques de 11 de Setembro
Muitas teorias de conspiração foram apresentadas para explicar os ataques de 11 de setembro de 2001, porém as teorias que obtiveram o maior impacto são normalmente baseadas em uma das duas ideias:
- Que o governo dos Estados Unidos tinha conhecimento prévio dos ataques e deliberadamente não fez nada para impedi-los. Este grupo de teorias, portanto, apoia a existência de sequestradores islâmicos e não questiona a causa do colapso das Torres Gêmeas, mas acusa o governo de permitir deliberadamente a ocorrência dos ataques terroristas. Foi denominado LIHOP ("let it happen on purpose", "deixar que isso aconteça de propósito"[5]).
- Que foi o próprio governo dos Estados Unidos que orquestrou e executou os ataques. Este grupo de teorias questionam a causa do colapso das Torres Gêmeas, que seria uma demolição controlada. É utilizado o termo "Inside Job" (trabalho interno) para se referir aos ataques deste grupo de teorias; tem sido chamado MIHOP ("made it happen on purpose", "fez isso acontecer de propósito").[5]

Os atentados seriam um pretexto para a "Guerra ao Terror", as guerras no Afeganistão e Iraque, o aumento da militarização, a expansão do estado policial, e outras políticas nacionais e estrangeiras intrusivas através do qual eles se beneficiariam. Proponentes apontam para o Projeto para o Novo Século Americano, uma equipe conservadora que defende a aumento da liderança mundial dos Estados Unidos, cujos membros incluem o ex-Secretário de Defesa Donald Rumsfeld, o ex-Vice Presidente Dick Cheney e várias outras figuras chave da administração George W. Bush, seja responsável pelos ataques. Os atentados de 11 de março de 2004 em Madrid e o atentado em Londres de 7 de julho de 2005 também são considerados pelos teóricos de conspiração como responsabilidade dos serviços secretos, como a CIA, sob ordens estadunidenses.

## Raça, etnia e religião

### Judaísmo
O antissemitismo tem, desde a Idade Média, muitas vezes tomado características de teoria da conspiração. Hoaxes antissemitas continuam a circular. Na Europa medieval, acreditava-se que os judeus envenenaram poços, mataram Jesus, e consumiam o sangue dos cristãos em seus rituais (apesar do fato de que o sangue humano e animal não é kosher).
Na segunda metade do século XIX, os conspiracionistas afirmaram que os judeus e / ou maçons estavam conspirando para estabelecer o controle sobre o mundo. O texto mais famoso alegando a existência dessa conspiração judaico-maçônica é Os Protocolos dos Sábios de Sião. A manifestação mais moderna de tais ideias é o mito de um Governo de Ocupação Sionista.
Várias teorias da conspiração promovem a relação dos judeus e o sistema bancário, incluindo o mito de que o sistema bancário mundial é dominado pela família Rothschild, que os judeus controlam Wall Street, assim como o Federal Reserve System. Um mito relacionado é o controle judaico de Hollywood ou o controle da mídia.
A maioria das reivindicações de negação do Holocausto implica, ou abertamente propõe, apesar de provas contundentes e irrefutáveis do contrário, que o Holocausto é uma farsa resultante de uma conspiração judaica deliberada para promover o interesse dos judeus à custa de outros povos.

### Profecias apocalípticas
Profecias apocalípticas, especialmente envolvendo a escatologia cristã, alegações sobre o fim dos tempos, o Juízo Final bem como o fim do mundo tem inspirado uma série de teorias conspiratórias. Muitas destas lidam com o Anticristo, também conhecido como a Besta do Apocalipse, supostamente será um líder que irá criar um império mundial e oprimirá os cristãos. Nessa teoria conspiratória apocalíptica, alguns dos atuais acontecimentos fazem com que algumas pessoas sejam acusadas de serem o Anticristo, e algumas organizações supranaturais são acusadas de ser a organização mundial maléfica do Anticristo.
Inúmeras figuras históricas foram chamadas de “anticristo” em suas épocas: o imperador romano Nero, Diocleciano, Napoleão, Hitler, Stálin, Saddam Hussein, Ronald Reagan, Bush, Bin Laden. Às vezes, especulações apocalípticas tem se misturado com o anticatolicismo para ceder à interpretação que o reinante Papa seria o Anticristo bíblico. A mais recente interpretação conspiratória vê o anticristo como um líder mundial envolvido com as Nações Unidas, que irá criar um governo mundial único (também conhecido como Nova Ordem Mundial) e criar um único sistema monetário. Este último é identificado com a marca da Besta, o que a Bíblia afirma que as pessoas serão obrigadas a usar no fim dos tempos a fim de se realizar qualquer procedimento comercial. Cristãos fundamentalistas afirmam que o código de barras (que supostamente contém o número 666) e o implante do microchip (humano) VeriChip da RFID possam ser uma forma da marca da Besta. Interpretações declaram que "Babilônia", no Livro do Apocalipse refere-se a uma grande nação, como o Império Romano, o Vaticano (em Roma) e a Igreja Católica, ou, mais recentemente, a União Soviética ou os Estados Unidos da América.

### Teoria de conspiração sobre a Bíblia
Teorias da conspiração postulam que muito do que se sabe sobre a Bíblia, em particular o Novo Testamento, é um engano. Essas diversas teorias alegam que Jesus tinha uma esposa, Maria Madalena, e filhos, e que um grupo como o Priorado de Sião tem informações secretas sobre a linhagem de Jesus; que Jesus não morreu na cruz e que a datação por carbono do Sudário de Turim foi parte de uma conspiração do Vaticano para suprimir esse conhecimento; de que houve um movimento secreto para censurar os livros que pertenciam verdadeiramente à Bíblia; ou a teoria do mito de Cristo, proposta, por exemplo,em Zeitgeist, o Filme como um meio de controle social por parte do Império Romano.

### Cavaleiros Templários
O sigilo em torno da poderosa Ordem medieval dos Cavaleiros Templários, e a rapidez com que eles desapareceram subitamente, no espaço de poucos anos, levou a várias lendas e teorias conspiratórias sobre a Ordem dos Templários: os templários teriam ocultado um grande tesouro (possivelmente o tesouro de Salomão, encontrados por eles no Monte do Templo); teriam descoberto o Santo Graal; teriam encontrado a Arca da Aliança; os templários que fugiram das perseguições da Inquisição teriam fundado outras sociedades secretas ou seitas: Maçonaria, Rosa Cruz, cátaros, Priorado de Sião.
- Priorado de Sião: os templários teriam fundado o Priorado de Sião com objetivo de guardar e proteger um segredo oculto pelo Vaticano, que se revelado, abalaria o cristianismo bem como a imagem da Igreja Católica: os amores secretos de Maria Madalena e Jesus que teria dado origem a uma hipotética descendência humana de Jesus Cristo. Teóricos de conspiração alegam que os Templários descobriram documentos escondidos nas ruínas do Monte do Templo, que "provam" que Jesus sobreviveu à crucificação, e possivelmente "provam" que Jesus era casado com Maria Madalena e teve filhos com ela.

## Extraterrestres
Um setor que envolve várias teorias de conspiração é o fenômeno extraterrestre, que se tornou a base para inúmeras peças de entretenimento popular, a Área 51, a conspiração dos Greys, e alegações em torno da Base Dulce. É alegado que o governo dos Estados Unidos conspira com extraterrestres envolvido na abdução e manipulação dos cidadãos. Uma variante diz que determinadas tecnologias, nomeadamente o transistor - foi dada a indústria americana em troca de uma posição dominante ao estrangeiro. Os agentes da associação dos humanos clandestinos e líderes estrangeiros são os Homens de Preto, que silenciam aqueles que se pronunciem sobre avistamentos de UFO.
Existem alegações sobre experiências secretas conhecida como Projeto Montauk realizado em Camp Hero, Montauk, Nova York. Alegadamente, o projeto foi o desenvolvimento de uma poderosa arma guerra psicológica. O projeto está frequentemente ligado a outros alegados projetos governamentais, como o Experimento Filadélfia e o Projeto Rainbow, que envolveu a utilização da teoria do campo unificado para encobrir navios. Experimentos envolvendo teletransporte, viagem no tempo, o contato com extraterrestres, e controle mental são frequentemente acusados de terem sido realizados no campo.

### Invasão alienígena
Uma versão ligeiramente diferente desta teoria sustenta que a humanidade está realmente sob o controle dos Reptilianos que requerem ingestão periódica de sangue humano para manter a sua aparência humana. David Icke, é um dedicado defensor desta teoria.

## Medicina
Alguns teóricos de conspiração argumentam que a comunidade médica poderia realmente curar supostamente doenças "incuráveis" como o câncer e a Aids, se ela realmente quisesse, mas, ao invés prefere suprimir a cura, como forma de extorquir mais verbas do governo e dos doadores, bem como dos próprios pacientes. Os custos de um tratamento a longo prazo são geralmente mais elevados do que para uma cura a curto tempo. Outras conspirações alegam que as empresas farmacêuticas estão em união com alguns médicos para 'inventar' novas doenças, como a ADD, TDAH e HPV.

### Criação de doenças
Existem alegações de que a AIDS é uma doença sintética (isto é, criada por cientistas em um laboratório). Algumas destas teorias afirmam que o HIV foi criado por um grupo conspiratório ou por uma agência secreta, como a CIA. Pensa-se ter sido criada como uma ferramenta de genocídio e / ou controle populacional. Outras teorias sugerem que o vírus foi criado como uma experiência de guerra biológica e / ou psicológica, e depois escapou para a população em geral por acidente. Alguns dos que acreditam que o HIV é uma criação do governo encontram um precedente no estudo sífilis de Tuskegee, no qual pesquisadores financiados pelo governo enganosamente negaram tratamento para pacientes negros infectados com uma doença sexualmente transmissível.
Tem sido alegado que a CIA deliberadamente administrou HIV aos afro-americanos e homossexuais nos anos 1970, através de vacinas contaminadas por hepatite. Grupos como o New Black Panther Party e a Nation of Islam de Louis Farrakhan afirmam que isso foi parte de um plano para destruir a raça negra. Outros afirmam que foi administrado na África, como uma forma de aleijar o desenvolvimento do continente.
Houve sugestões de que o HIV ou um agente de esterilização foi adicionado às vacinas de pólio sendo distribuídas pela Organização Mundial da Saúde na Nigéria. Uma vez que estas reivindicações têm existido, um aumento significativo no número de casos de pólio no país tem ocorrido, porque os clérigos muçulmanos pediram aos pais para não permitirem que seus filhos fossem vacinados.

### Fluoretação da água
A fluoretação da água é a adição controlada de flúor à água de abastecimento público para reduzir a cárie dentária. Embora quase todas as grandes organizações de saúde e odontológicas apoiem a fluoretação da água e não tenham encontrado nenhuma associação com efeitos adversos, os esforços para introduzir a fluoretação da água encontram uma considerável oposição sempre que é proposta Desde o início da fluoretação na década de 1950, os opositores recorreram à desconfiança de especialistas e à preocupação com a medicina e a ciência As teorias conspiratórias envolvendo a fluoretação são comuns e incluem as seguintes reivindicações:
- A fluoretação é parte da Nova Ordem Mundial, de uma trama comunista, fascista ou Illuminati para dominar o mundo. Este conceito é mencionado, com efeito cômico, em Dr. Strangelove de Stanley Kubrick, onde um general insano repetidamente acusa os países do Pacto de Varsóvia de tentar "enfraquecer e impurificar todos os nossos preciosos fluidos corporais"[16]
- A fluoretação foi concebida pelo complexo militar-industrial estadunidense para proteger o programa de armas atômica de litígios. .[18][19]
- A fluoretação foi iniciada por uma empresa química alemã para tornar as pessoas submissas aos detentores do poder.[19]
- A fluoretação foi usada em campos de prisioneiros russos para torná-los esquizofrênicos.[16]
- A fluoretação é apoiada pelas indústrias de alumínio ou fosfato como um meio de eliminação de alguns de seus resíduos industriais.[19]
- A fluoretação é uma cortina de fumaça para cobrir a falta de atendimento odontológico para os pobres.[16]

Os pesquisadores de fluoretação são acusados estar a serviço dos interesses corporativos ou políticos, como parte da trama; argumentos específicos antifluoretação mudam para combinar com o espírito de época.

## Ciência e Tecnologia
- Experimento Filadélfia: Uma tentativa de transformar um navio de guerra em invisível que alegadamente causou severos danos à tripulação a bordo. Segundo Jacques F. Vallée, o experimento foi baseado no esforço para tornar o USS Eldridge invisível para torpedos, por meio da tecnologia de desmagnetização e outros métodos.[21]
- Projeto Montauk: uma continuação do Experimento Filadélfia, para colocar paranormais treinados pelo governo (Duncan Cameron) em um programa com a intenção de controle mental, viagem no tempo, e até mesmo manifestação mental.
- High Frequency Active Auroral Research Program: afirma-se que o HAARP poderia ser usado como arma de energia dirigida, controle climático, dispositivo de indução de terremoto e / ou para o controle mental.
- Aquecimento global: Muitos escritores têm reivindicado que a teoria de que o aquecimento global causado por humanos é uma fraude deliberada, perpetrados por motivos financeiros ou ideológicos.
- Teorias conspiratórias sobre a falsificação nas alunissagens do Programa Apollo: constituem uma teoria de conspiração que afirma que as alunissagens do programa Apollo jamais ocorreram, à medida que teriam sido falsificadas pela NASA; o desembarque na lua teria sido "encenado" em um estúdio cinematográfico em Hollywood.
- Mensagens subliminares e backmasking: Diversas celebridades (cantores, bandas de rock, etc.), estúdios cinematográficos e empresas são acusadas de incluírem mensagens subliminares em suas músicas, filmes, desenhos animados, logotipos e propagandas, que geralmente contêm pornografia e fazem apologia da violência, do consumo de drogas, do suicídio, das atividades criminais, etc. Cristãos fundamentalistas apontam mensagens que envolvem o satanismo. Segundo teorias de conspiração toda mensagem subliminar tem um determinado grau de persuasão, e pode vir a influenciar tanto as vontades (fazendo por exemplo, uma pessoa sentir vontade de beber ou comer algo), como até mesmo a personalidade ou gostos pessoais de alguém (mudando o seu comportamento, por exemplo).
- Ocultação de dados pela NASA: Frequentemente, teorias conspiratórias acerca da agência espacial americana são difundidas na internet em vários meios, alegando que a organização ludibria o povo ocultando fatos importantes e/ou perigosos, como um suposto asteroide prestes a colidir com a Terra, controle mental por meio de satélites, a farsa da ida do homem à Lua, a teoria de que a Terra é plana e a Nasa engana as pessoas fazendo-as acreditar que é redonda (por motivos sem o menor fundamento lógico) ou teorias que afirmam que a agência espacial esconde informações sobre a iminente colisão da Terra com um suposto planeta chamado Nibiru.
- As bombas nucleares nunca funcionaram e são uma intimidação: afirma que diversos bombardeios realizados por bombas nucleares, como os bombardeamentos de Hiroshima e Nagasaki, foram feitos com napalm e substâncias radioativas.[22]

## Mortes misteriosas
As teorias da conspiração, por vezes, surgem na sequência de assassinatos de pessoas proeminentes. Muitas vezes, tais teorias incluem provas para as reações dos indivíduos e dos organismos governamentais na sequência dos acontecimentos, tais como a criação de comissões de conduta tendenciosa para as investigações oficiais. A questão do "Quem se beneficia?" é também frequentemente feita, com os teóricos de conspiração afirmando que muitas vezes as motivações são muito mais intensas do que aquelas a quem é atribuído o assassinato. Algumas mortes que estão oficialmente registradas como acidente, suicídio ou de causas naturais são também objeto de algumas teorias conspiratórias devido ao seu caráter “misterioso”:
- Abraham Lincoln (vide Assassinato de Abraham Lincoln)
- Adolf Hitler (vide Morte de Adolf Hitler)
- Bruce Lee (vide Morte de Bruce Lee)
- Brandon Lee (filho de Bruce Lee; vide Morte de Brandon Lee)
- Clara Nunes (vide Morte de Clara Nunes)
- Clodovil Hernandes
- Celso Daniel (vide Morte de Celso Daniel)
- Eduardo Campos
- Elvis Presley (vide Morte de Elvis Presley)
- Enéas Carneiro
- Francisco Sá Carneiro (vide Acidente de Camarate)
- Getúlio Vargas (vide Morte de Getúlio Vargas)
- James Dean
- Jim Morrison (vide Morte de Jim Morrison)
- João Goulart (vide Morte de João Goulart)
- João Paulo I (vide Morte do Papa João Paulo I)
- John F. Kennedy (vide Assassinato de John F. Kennedy)
- John Lennon (vide Morte de John Lennon)
- Josef Stalin (vide Morte de Josef Stalin)
- Juscelino Kubitschek (vide Morte de Juscelino Kubitschek)
- Kurt Cobain (vide Morte de Kurt Cobain)
- Maria Callas
- Marilyn Monroe (vide Morte de Marilyn Monroe)
- Michael Jackson (vide Morte de Michael Jackson)
- Napoleão Bonaparte (vide Morte de Napoleão Bonaparte)
- Osama bin Laden (vide Morte de Osama bin Laden)
- Princesa Diana (vide Morte de Diana, Princesa de Gales)
- Slobodan Milošević (vide Morte de Slobodan Milošević)
- Salvador Allende
- Tancredo Neves (vide Morte de Tancredo Neves)
- The Notorious B.I.G. (vide Assassinato de The Notorious B.I.G.)
- Tupac Shakur (vide Assassinato de Tupac Shakur)

## Grupos reais envolvidos em teorias da conspiração
A existência passada ou presente desses grupos não é contestada, e uma série de teorias sobre tramas ocultas e / ou agendas ativamente reservadas do público em geral têm sido propostas. Há controvérsia quanto ao fato alguma destas teorias serem verdadeiras.:
- Clube de Bilderberg[23]
- Bohemian Grove[24]
- Comitê dos 300
- Council on Foreign Relations
- Maçonaria[25] (vide Teorias conspiratórias envolvendo a Maçonaria e Antimaçonaria)
- Opus Dei (vide Críticos do Opus Dei)
- Jesuítas (vide Conspiração Jesuíta)
- Illuminati: considerado como um grupo secreto tentando controlar o mundo.[26]
- Le Cercle[27]
- Skull and Bones : Esta fraternidade da Universidade de Yale é frequentemente considerada como sendo uma sociedade secreta produzindo muitos líderes financeiros e políticos que têm controle ou tentam ganham o controle.[28]
- Comissão Trilateral[29]
- Templários
- Rosa Cruz
- Satanismo
- Foro de São Paulo

## Supostos grupos de associados com teorias da conspiração
Estes grupos são frequentemente apontados em teorias da conspiração, mas a sua existência é contestada:
- Priorado de Sião
- Homens de Preto (também conhecido como Majestic 12)

## Outras
- Terra oca: nova teoria sobre a estrutura geofísica da Terra (e de outros planetas) de que o planeta teria um espaço oco em seu interior, abarcando vida inteligente.
- Misticismo nazi: Várias teorias relacionam a alta hierarquia do regime nazista e a Sociedade Thule ao envolvimento com o ocultismo, satanismo, sociedades secretas como os Illuminati e até mesmo com seres extraterrestres.
- Paul McCartney está morto?: Em outubro de 1969, um boato começou a circular que Paul McCartney, dos Beatles, teria morrido em acidente de carro em finais de 1966 e foi substituído por um sósia. Os proponentes da teoria citam "pistas", como as formas peculiares dos álbuns, possíveis simbolismo estranho em letras e backmasking.
- Elvis Presley não morreu?: O “rei do rock” teria forjado sua morte. Houve muitos supostos avistamentos de Elvis Presley ao longo dos anos desde sua morte em 1977.
- Teorias conspiratórias sobre a cidadania de Barack Obama: Afirma que o presidente dos Estados Unidos, Barack Obama, não nasceu em território estadunidense, o que tornaria sua eleição ilegítima.
- Avril Lavigne está morta?: Desde 2011 circula um boato entre os fãs da cantora, de que ela teria morrido antes do lançamento do 2° disco. As pistas a respeito do ocorrido estariam todas no álbum Under My Skin, e nas supostas mudanças repentinas de voz, estilo e aparência da cantora.
- Jim Morrison não morreu?: Essa teoria afirma que o músico Jim Morrison simulou a própria morte para fugir do mundo da fama. O tecladista Ray Manzarek, da mesma banda de Jim (The Doors), disse que achava que era bem possível do cantor ter feito isso.
- Michael Jackson não morreu? Esta teoria, envolvendo a já polêmica trajetória do astro, denota o envolvimento na tentativa de Michael de fugir da indústria de celebridades que tanto lhe causaram mal, desde que quebrou recordes com seu primeiro álbum solo, sua vida extremamente extravagante em função de sua fortuna, passando pelas falsas acusações de pedofilia, casamento, concepção e criação dos filhos. Diz-se que o astro, se aproveitou de uma lei da Califórnia, que permite que alguém simule a própria morte, afim de escapar de possíveis atentados reais contra si, para que ele pudesse, não só escapar de um contrato mal assinado com a produtora A&GLive para a tournée This is It , assim como re-erguer sua fortuna, pagar dividas milionárias, re-haver o Rancho Neverland, e viver em paz longe dos holofotes. Há vários videos no youtube, explicando detalhes a respeito dessa teoria, que envolve desde a Família Jackson, o médico contratado pela A&GLive que cuidava do astro no momento da suposta morte, o governo americano, o show que fizeram do funeral e possíveis locais de exílio.
- Marxismo cultural: designa um conjunto de estratégias que teriam sido desenvolvidas pela Escola de Frankfurt e por Antonio Gramsci,[30] posta em prática pela esquerda mundial, objetivando a destruição da cultura ocidental.[31][32]
- Grande conspiração judaico bolchevista: crença de que a maçonaria era uma conspiração judaico-maçônica, que juntamente com o os comunistas tinha a intenção de dominar o mundo.
- Chemtrails: Afirma que os rastros deixados por aviões a jato, no céu, não são resultado da condensação da umidade, mas sim, compostos por agentes químicos e biológicos deliberadamente pulverizados, visando causar danos à saúde da população.
- Ameaça comunista no Brasil, uma crença de que o país está à beira de se converter ao comunismo.

## Ligaçôes externas
- Teorias da conspiração absurdas, mas que se mostram reais na Revista Galileu